# Ali Gholi Ardalan

Ali Gholi Ardalan

Ali Gholi Ardalan (anhörenⓘ; * 25. Januar 1900 in Teheran; † 2. August 1986) war ein iranischer Botschafter und Persischer Außenminister.

## Leben
Ali Gholi Ardalan studierte in Teheran und Berlin, wo er zum Doktor der Rechtswissenschaften und Doktor der Politischen Wissenschaften promoviert wurde. Er trat 1922 in den auswärtigen Dienst und war von 1922 bis 1923 in Washington, D.C., von 1926 bis 1932 in Berlin, von 1932 bis 1934 erneut in Washington, D.C., ab 1936 in Paris eingesetzt. Ab 1940 leitete er die dritte politische Abteilung des Außenministeriums, 1943 wurde er als Botschaftsrat nach Ankara versetzt, wo er von 1946 bis 1948 als Gesandter fungierte. Von 1948 bis 1949 war er zunächst Staatssekretär und anschließend geschäftsführender Außenminister. Von 1950 bis 1955 war er Vertreter der persischen Regierung beim UN-Hauptquartier. Von 1951 bis 1954 leitete er die persische Delegation zum Friedensvertrag von San Francisco. Von 1952 bis 1954 war er Beauftragter für Betäubungsmittel. 1953 nahm er an der internationalen Opium-Konferenz teil.
1955 war er Minister ohne Geschäftsbereich sowie Minister für Rohstoffe und Industrie.
Von 1955 bis 1958 war er Außenminister. Von 1958 bis 1960 war er Botschafter in Washington, D.C. Von 1960 bis 1961 war er Vertreter des Geschäftsführers der National Iranian Oil Company in der südlichen Provinz. Von 1961 bis 1962 war er Botschafter in Moskau. Von 1962 bis 1965 war er Botschafter in Bonn. 1967 leitete er die Telefonbehörde in Teheran.
Nach dem Schwarzen Freitag (8. September 1978) trat Amir Abbas Hoveyda vom Amt des Hofministers zurück und Ali Gholi Ardalan wurde zu seinem Nachfolger in dieser Funktion ernannt. Zu diesem Ressort gehörte die Verwaltung der Pahlavi Foundation, einer Institution zur Kommerzialisierung von Macht.

## Auszeichnungen
- 1958 erhielt er das Große Goldene Ehrenzeichen am Bande für Verdienste um die Republik Österreich[3].

## Veröffentlichung
- Persian Economic in World Economic Berlin, 1928